# Florence Frances Huberwald
Florence Frances Huberwald fue una cantante, maestra, sufragista y líder nacional del movimiento de mujeres estadounidense. Era miembro fundador del Partido del Sufragio de la Mujer; y cofundadora y presidenta asociada del Colegio de Música de Nueva Orleans. 

## Biografía
Florence Frances Huberwald nació en Nueva Orleans. Su abuelo materno era de Connecticut y su abuela era oriunda de San Agustín (Florida). La familia de su padre era de ascendencia alemana, una familia relacionada con la historia de Nueva Orleans durante muchos años. Su tía, Caroline Hubbard, fue la directora más notable y progresista de la escuela secundaria de Nueva Orleans. 
Huberwald fue educada en el Instituto Sylvester-Larned para Señoritas. Estudió música vocal en Nueva York; en París, con la cantante Anna La Grange; y en Londres. 

## Carrera
El primer empleo de Huberwald fue de maestra en una escuela pública. Con una carrera exitosa en 1894, acudió a la legislatura para impulsar la gestión del pago atrasado de los maestros.
Uno de los éxitos sociales de su vida fue cuando cantó en un salón de París. Se dijo que el concierto del Estado de Luisiana era el concierto más grandioso dado en los Estados del Algodón y la Exposición Internacional (1895). Huberwald representó al estado de Louisiana. Su discurso en la convención de la Federación General de Clubes de Mujeres de 1895 fue notable. Fue la única cantante que representó a Nueva Orleans en la Cotton States and International Exposition, y recibió una ovación cerrada. Su voz con registro de contralto tenía un rango de más de dos octavas, su elocución era clara y su técnica buena. La calidad de su voz era tan grande que abarcaba todo el teatro y era especialmente adecuada para papeles estelares en la gran ópera. su voz se consideraba herencia genética de su madre, una notable cantante de la iglesia de Nueva Orleans. Además de ser presidente asociada del Colegio de Música de Nueva Orleans, fundado junto con la Sra. Samuel, fue instructora vocal en el Instituto Sophie Wright. Era partidaria del método italiano de cultura vocal, y fue considerada la mejor cantante de baladas de Nueva Orleans.
Presidió la Asociación de Beneficencia de Maestros; el Club Portia (por el sufragio femenino); y el Partido de Igualdad de Derechos en Louisiana. Era un miembro destacado del Club de la Mujer, realizó un trabajo activo para promover el progreso de las mujeres, y fue fundadora del Partido del Sufragio de la Mujer. Como activista, era la cabeza del movimiento local por la reforma de la vestimenta en Nueva Orleans.